# Eluf Troelsen
Eluf Troelsen (født 9. marts 1947) er en tidligere dansk fodboldspiller.
Eluf Troelsen var forsvarspillere i Vejle Boldklub, hvor han debuterede 12. marts 1967 mod AaB og spillede sin afskedskamp 13. februar 1972 mod Keynas landshold.
Han opnåede 94 kampe men scorede ingen mål. 1971 var han med til at vinde Danmarksmesterskabet med VB.